# Fabrice Ehret
Fabrice Ehret (ur. 28 września 1979 w Viganello) – francuski piłkarz, występujący na pozycji pomocnika. Obecnie jest zawodnikiem Evian TG.

## Kariera klubowa
Ehret mimo iż urodził się w Szwajcarii, karierę rozpoczynał we Francji. Jego pierwszym klubem był F.C. Petit-Landau, do którego trafił w wieku 6 lat. W 1989 przeszedł do juniorskiej ekipy FC Mulhouse. Do jego seniorskiej drużyny, grającej w Ligue 2, został przesunięty w 1997 roku. Przez cały sezon rozegrał pięć ligowych spotkań i strzelił jednego, a jego drużyna uplasowała się na ostatniej, dwudziestej drugiej pozycji w tabeli i została zdegradowana do trzeciej ligi. Wówczas Ehret odszedł z klubu.
Latem 1998 został zawodnikiem pierwszoligowego RC Strasbourga. W Ligue 1 po raz pierwszy wystąpił 15 sierpnia 1998 w przegranym przez jego drużynę 0-1 pojedynku z FC Nantes.  Łącznie w sezonie 1998/1999 rozegrał dziesięć meczów. Pierwszą bramkę w ekstraklasie zdobył 11 grudnia 1999 w zremisowanym 1-1 meczu z Montpellier HSC. W 2001 roku wywalczył ze Strasbourgiem Puchar Francji. W tym samym roku spadł z klubem do drugiej ligi. Na zapleczu ekstraklasy Ehret spędził z klubem rok, a potem powrócił z nim do najwyższej klasy rozgrywkowej. W sumie w Strasbourgu Ehret spędził sześć lat. W tym czasie zagrał tam 127 razy i strzelił 11 goli.
W 2004 roku przeszedł do belgijskiego RSC Anderlechtu. W Eerste Klasse zadebiutował 15 października 2004 w spotkaniu z FC Brukselą, wygranym przez jego zespół 1-0. W Belgii spędził w sumie półtora roku. Przez ten czas rozegrał siedem ligowych pojedynków.
W lutym 2006 przeniósł się do szwajcarskiego FC Aarau. 12 lutego 2006 zanotował tam swój pierwszy mecz w Axpo Super League. Było to w pojedynku z Grasshoppers Zurych, wygranym przez Aarau 1-0. Po zakończeniu sezonu, odszedł do niemieckiego 1. FC Köln, grającego w 2. Bundeslidze.
W nowym klubie zadebiutował 14 sierpnia 2006 w wygranym 2-0 meczu z FC Augsburgiem. W 2008 roku awansował z klubem do pierwszej ligi. W Bundeslidze pierwszy występ zanotował 26 września 2008 w wygranym 1-0 spotkaniu z Schalke 04 Gelsenkirchen.
| Sezon   | Klub           | Kraj       | Rozgrywki     | Mecze | Bramki | Rozgrywki Europy   | Mecze | Bramki |
| ------- | -------------- | ---------- | ------------- | ----- | ------ | ------------------ | ----- | ------ |
| 1997/98 | FC Mulhouse    | Francja    | Division 2    | 5     | 1      | -                  | -     | -      |
| 1998/99 | RC Strasbourg  | Francja    | Division 1    | 10    | 0      | -                  | -     | -      |
| 1999/00 | RC Strasbourg  | Francja    | Division 1    | 13    | 0      | -                  | -     | -      |
| 2000/01 | RC Strasbourg  | Francja    | Division 1    | 20    | 0      | -                  | -     | -      |
| 2001/02 | RC Strasbourg  | Francja    | Division 2    | 26    | 3      | Liga Europa UEFA   | 1     | 0      |
| 2002/03 | RC Strasbourg  | Francja    | Ligue 1       | 28    | 2      | -                  | -     | -      |
| 2003/04 | RC Strasbourg  | Francja    | Ligue 1       | 27    | 2      | -                  | -     | -      |
| 2004/05 | RSC Anderlecht | Belgia     | Eerste Klasse | 5     | 0      | Liga Mistrzów UEFA | 2     | 0      |
| 2005/06 | RSC Anderlecht | Belgia     | Eerste Klasse | 2     | 0      | Liga Mistrzów UEFA | 1     | 0      |
| 2005/06 | FC Aarau       | Szwajcaria | Super League  | 12    | 0      | -                  | -     | -      |
| 2006/07 | 1. FC Köln     | Niemcy     | 2. Bundesliga | 30    | 0      | -                  | -     | -      |
| 2007/08 | 1. FC Köln     | Niemcy     | 2. Bundesliga | 24    | 0      | -                  | -     | -      |
| 2008/09 | 1. FC Köln     | Niemcy     | Bundesliga    | 25    | 3      | -                  | -     | -      |
| 2009/10 | 1. FC Köln     | Niemcy     | Bundesliga    | 29    | 1      | -                  | -     | -      |
| 2010/11 | 1. FC Köln     | Niemcy     | Bundesliga    | 21    | 0      | -                  | -     | -      |
| 2011/12 | Evian TG       | Francja    | Ligue 1       | 19    | 0      | -                  | -     | -      |
| 2012/13 | Evian TG       | Francja    | Ligue 1       | 15    | 1      | -                  | -     | -      |
| 2013/14 | Evian TG       | Francja    | Ligue 1       | 0     | 0      | -                  | -     | -      |

Stan na: 12 czerwca 2013 r.